# Marttila (Finlande)
Marttila (S:t Mårtens en suédois) est une municipalité du sud-ouest de la Finlande, dans la province de Finlande occidentale et la région de Finlande du Sud-Ouest.

## Histoire
La première mention écrite du lieu date de 1409, peu avant la consécration de l'église du village à Saint Martin. La commune se prépare donc à fêter officiellement son 600e anniversaire en 2009. Le 29 août 1599, elle est le théâtre d'une des dernières batailles entre le roi Sigismond de Suède et le principal prétendant au trône, son oncle, le futur Charles IX.
Pendant la période de colonisation suédoise, la paroisse se développe en tant qu'étape sur la route des taureaux, la principale route entre Turku et la province du Häme, le principal axe de communication de Finlande pendant plusieurs siècles.
Au cours du XXe siècle, la commune est restée largement agricole, les sols fertiles permettant la subsistance de centaines de familles. La population a cependant commencé à décroître en raison de l'exode rural dès 1957, sans néanmoins connaître la baisse dramatique de certaines communes du centre et de l'est du pays. Elle a en effet diminué d'environ 30 % depuis et est actuellement pratiquement stable.

## Géographie
La commune s'organise autour de la rivière Paimionjoki qui la traverse de part en part. Le relief est peu présent et les forêts ont largement été défrichées pour laisser la place aux zones agricoles, à l'exception d'une zone plus sauvage et marécageuse au sud-est de la municipalité.
La route nationale 10 entre Turku (à environ 40 km) et Hämeenlinna passe à côté du centre administratif. Ce bourg est le principal centre de population, mais la municipalité compte pas moins de 19 autres villages.
Les municipalités voisines sont Halikko au sud, Paimio au sud-ouest, Tarvasjoki à l'ouest, Pöytyä au nord, Koski Tl à l'est et Kuusjoki au sud-est.

## Galerie

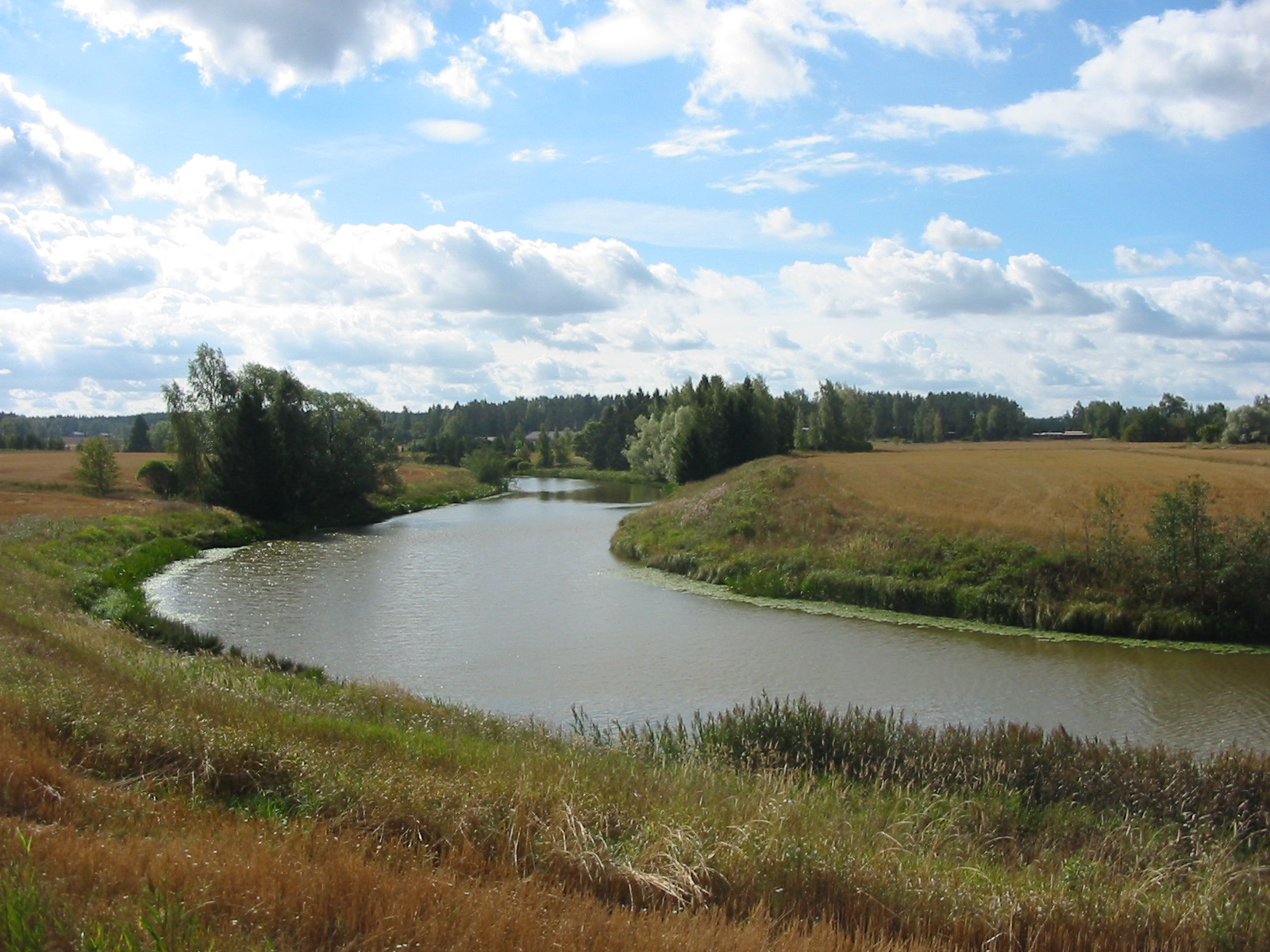
La rivière Paimionjoki à Prunkila, Marttila.
Blason de Marttila.
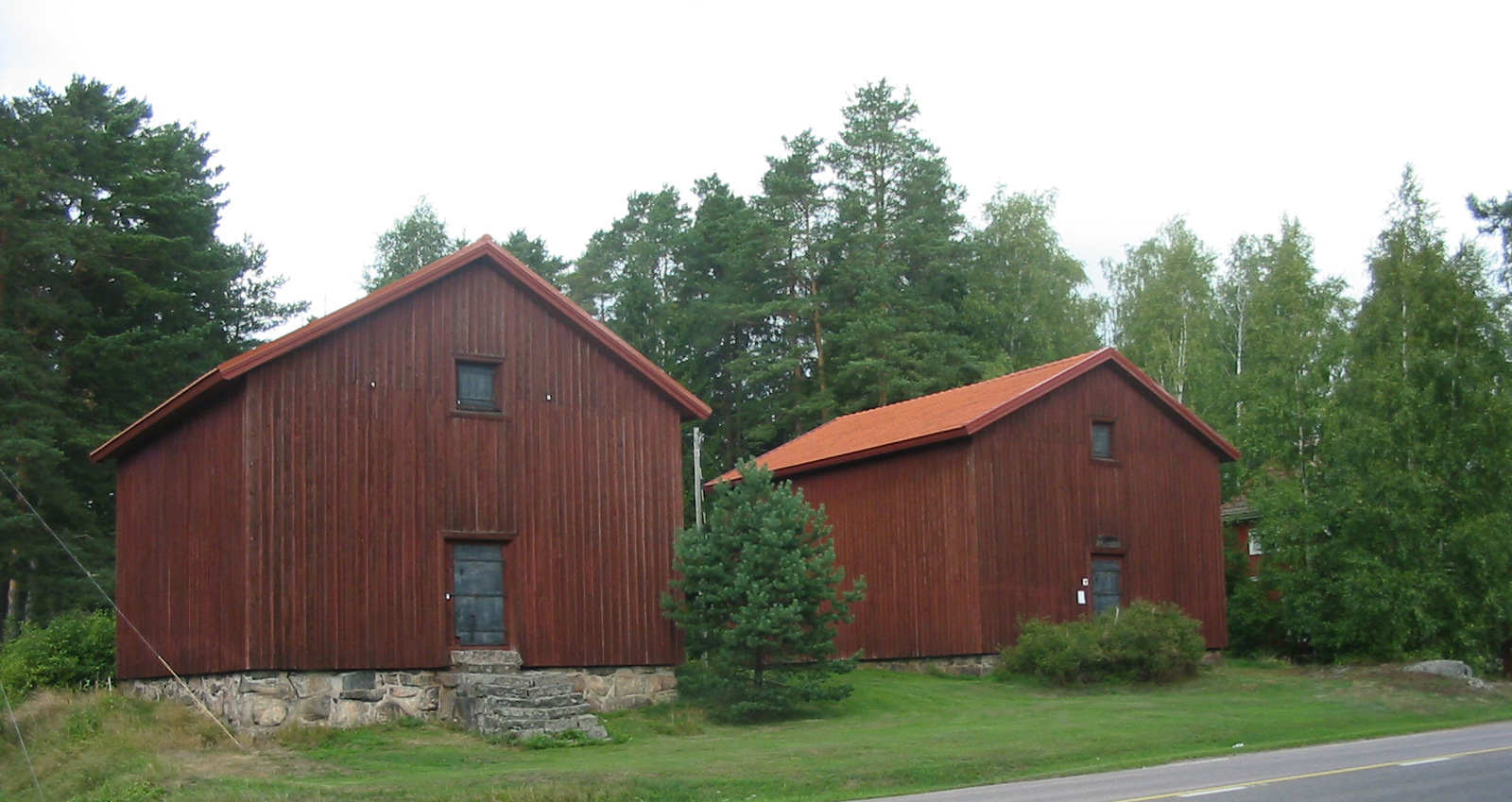
Musée de Marttila.
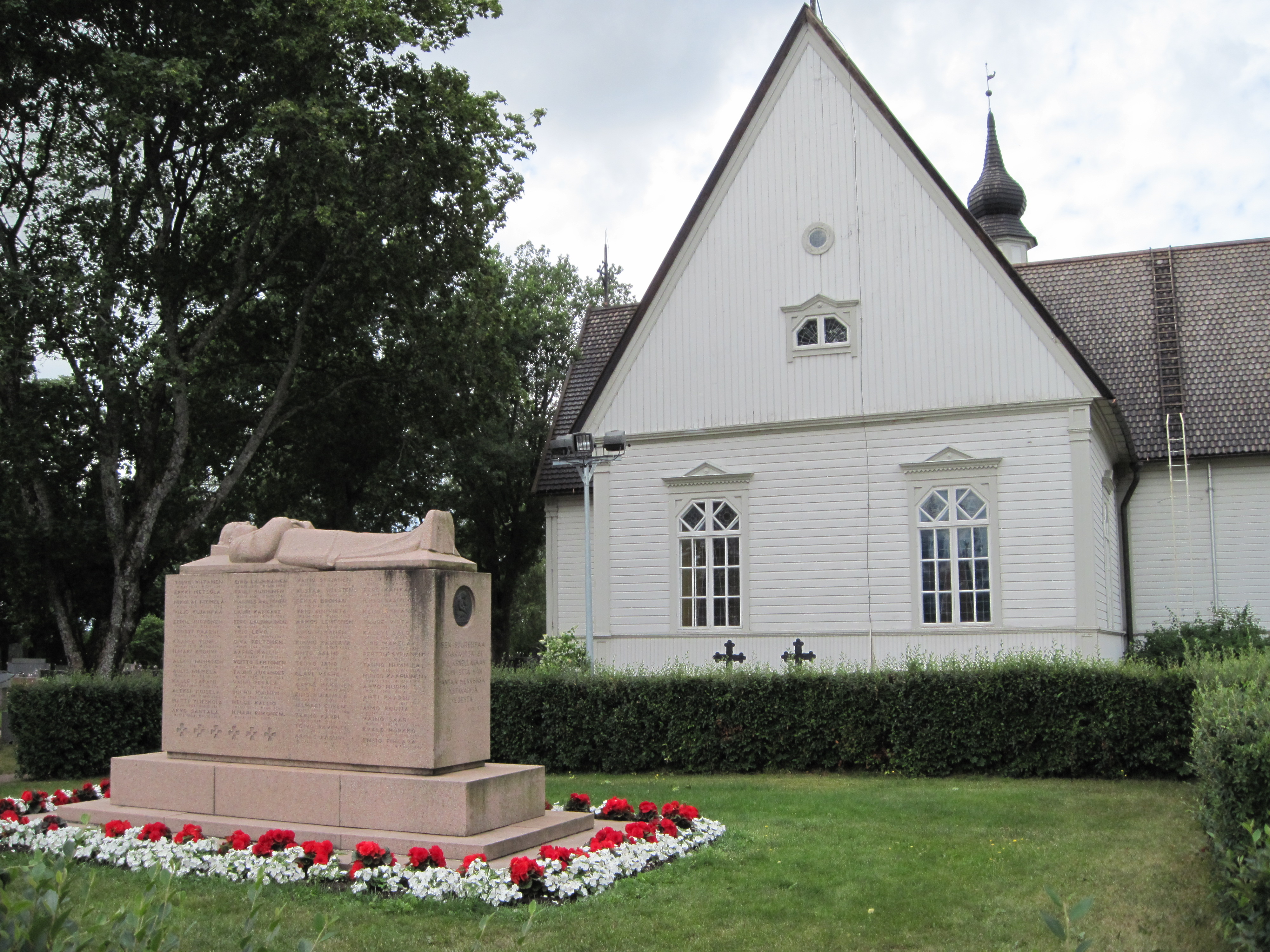
Tombes de soldats devant l’église.
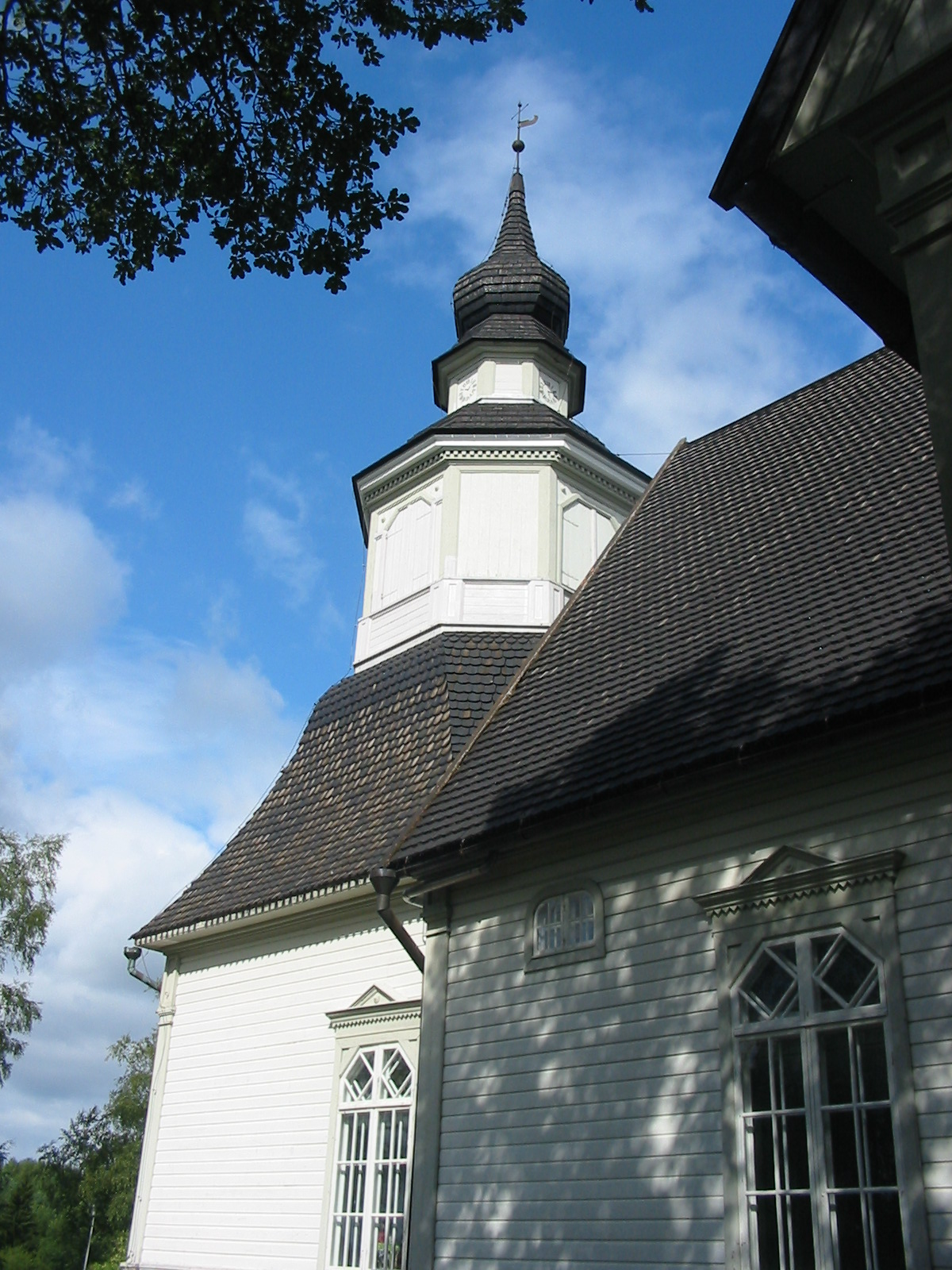
Clocher de l'église.
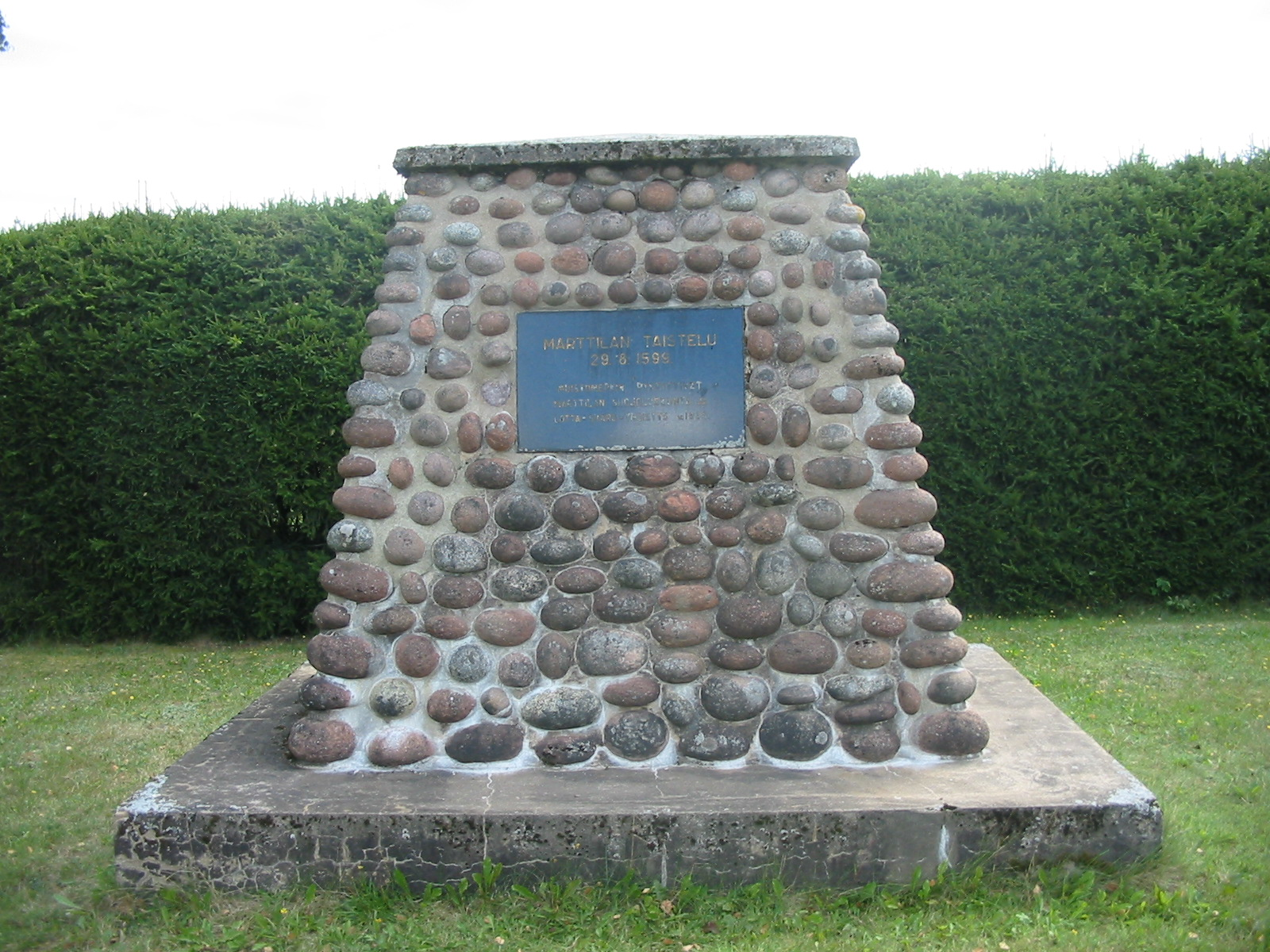
Monument en mémoire de la bataille de Marttila du 29 août 1599.